# 長野県保育所一覧
長野県保育所一覧（ながのけんほいくしょいちらん）は、長野県の保育所の一覧。

## 公立保育所

### 長野市
- 長野市加茂保育園
- 長野市後町保育園
- 長野市山王保育園
- 長野市中御所保育園
- 長野市柳町保育園
- 長野市三輪保育園
- 長野市城東保育園
- 長野市皐月保育園
- 長野市若槻保育園
- 長野市長沼保育園
- 長野市安茂里保育園
- 長野市芋井保育園
- 長野市子供の園保育園
- 長野市中央保育園
- 長野市塩崎保育園
- 長野市共和保育園
- 長野市西部保育園
- 長野市東部保育園
- 長野市青池保育園
- 長野市清野保育園
- 長野市象山保育園
- 長野市東条保育園
- 長野市豊栄保育園
- 長野市寺尾保育園
- 長野市西条保育園
- 長野市綿内保育園
- 長野市川田保育園
- 長野市保科保育園
- 長野市昭和保育園
- 長野市川中島保育園
- 長野市下氷鉋保育園
- 長野市真島保育園
- 長野市青木島保育園
- 長野市七二会保育園
- 長野市信田保育園
- 長野市更府保育園
- 長野市豊野さつき保育園
- 長野市豊野みなみ保育園
- 長野市豊野ひがし保育園
- 長野市戸隠中央保育園
- 長野市宝光社保育園
- 長野市東ノ原保育園
- 長野市鬼無里保育園
- 長野市大岡保育園

### 松本市
- 松本市里山辺保育園
- 松本市小宮保育園
- 松本市旭町保育園
- 松本市寿東保育園
- 松本市堀米保育園
- 松本市神田保育園
- 松本市島内保育園
- 松本市幸町保育園
- 松本市中条保育園
- 松本市東部保育園
- 松本市桐保育園
- 松本市のばら保育園
- 松本市南郷保育園
- 松本市白板保育園
- 松本市さくら保育園
- 松本市南松本保育園
- 松本市宮田保育園
- 松本市笹部保育園
- 松本市渚保育園
- 松本市神林保育園
- 松本市村井保育園
- 松本市柏木保育園
- 松本市岡田保育園
- 松本市平田保育園
- 松本市野溝保育園
- 松本市内田保育園
- 松本市新村保育園
- 松本市島立中央保育園
- 松本市入山辺保育園
- 松本市中山保育園
- 松本市寿保育園
- 松本市和田保育園
- 松本市今井保育園
- 松本市並柳保育園
- 松本市錦部保育園
- 松本市双葉保育園
- 松本市中川保育園
- 松本市安曇保育園
- 松本市乗鞍保育園
- 松本市奈川保育園
- 松本市梓川西保育園
- 松本市梓川東保育園
- 松本市立みつば保育園
- 松本市立渕東保育園
- 松本市立波田中央保育園
- 松本市立波田ひがし保育園

### 上田市
- 上田市東部保育園
- 上田市南部保育園
- 上田市北保育園
- 上田市国分保育園
- 上田市神川保育園
- 上田市塩尻保育園
- 上田市神科第一保育園
- 上田市神科第二保育園
- 上田市豊殿保育園
- 上田市川辺保育園
- 上田市城下保育園
- 上田市下之条保育園
- 上田市泉田保育園
- 上田市東塩田保育園
- 上田市塩田中央保育園
- 上田市西塩田保育園
- 上田市塩田北保育園
- 上田市室賀保育園
- 上田市浦里保育園
- 上田市中丸子保育園
- 上田市まるこ保育園
- 上田市依田保育園
- 上田市長瀬保育園
- 上田市塩川保育園
- 上田市さなだ保育園
- 上田市そえひ保育園
- 上田市すがだいら保育園
- 上田市武石保育園

### 岡谷市
- 岡谷市小口保育園
- 岡谷市今井保育園
- 岡谷市あやめ保育園
- 岡谷市川岸保育園
- 岡谷市成田保育園
- 岡谷市みなと保育園
- 岡谷市長地保育園
- 岡谷市西堀保育園
- 岡谷市神明保育園
- 岡谷市横川保育園
- 岡谷市若草保育園（休園中）
- 岡谷市つるみね保育園（休園中）
- 岡谷市夏明保育園（休園中）

### 飯田市
- 飯田市鼎みつば保育園
- 飯田市上郷西保育園
- 飯田市上久堅保育園
- 飯田市丸山保育園
- 飯田市座光寺保育園
- 飯田市下久堅保育園
- 飯田市龍江保育園
- 飯田市竜丘保育園
- 飯田市川路保育園
- 飯田市三穂保育園
- 飯田市山本保育園
- 飯田市中村保育園
- 飯田市殿岡保育園
- 飯田市上村保育園
- 飯田市和田保育園

### 諏訪市
- 諏訪市赤間保育園
- 諏訪市角間川保育園
- 諏訪市角間新田保育園
- 諏訪市片羽保育園
- 諏訪市きみいち保育園
- 諏訪市神戸保育園
- 諏訪市こなみ保育園
- 諏訪市四賀保育園
- 諏訪市渋崎保育園
- 諏訪市豊田保育園
- 諏訪市城南保育園
- 諏訪市城北保育園
- 諏訪市文出保育園
- 諏訪市中洲保育園
- 諏訪市山の神保育園

### 須坂市
- 須坂市相之島保育園
- 須坂市北旭ヶ丘保育園
- 須坂市須坂千曲保育園
- 須坂市井上保育園
- 須坂市須坂保育園
- 須坂市須坂東部保育園
- 須坂市高甫保育園
- 須坂市日野保育園
- 須坂市夏端保育園
- 須坂市豊丘保育園
- 須坂市仁礼保育園

### 小諸市
- 小諸市美里保育園
- 小諸市中央保育園
- 小諸市芦原保育園
- 小諸市東保育園
- 小諸市南保育園
- 小諸市千曲保育園
- 小諸市西保育園

### 伊那市
- 伊那市伊那北保育園
- 伊那市伊那東保育園
- 伊那市上の原保育園
- 伊那市高遠保育園
- 伊那市高遠第2第3保育園
- 伊那市高遠第4保育園
- 伊那市東春近保育園
- 伊那市東春近南部保育園
- 伊那市手良保育園保育園
- 伊那市富県保育園
- 伊那市長谷保育園
- 伊那市新山保育園
- 伊那市西春近北保育園
- 伊那市西春近南保育園
- 伊那市西箕輪南部保育園
- 伊那市西箕輪保育園
- 伊那市美篶西部保育園
- 伊那市美篶保育園
- 伊那市竜西保育園
- 伊那市竜北保育園
- 伊那市竜南保育園
- 伊那市竜東保育園

### 駒ヶ根市
- 駒ヶ根市赤穂保育園
- 駒ヶ根市飯塚保育園
- 駒ヶ根市すずらん保育園
- 駒ヶ根市経塚保育園
- 駒ヶ根市北割保育園
- 駒ヶ根市中沢保育園
- 駒ヶ根市美須津保育園
- 駒ヶ根市東伊那保育園

### 中野市
- 中野市松川保育園
- 中野市平野保育園
- 中野市高丘保育園
- 中野市たかやしろ保育園
- 中野市さくら保育園
- 中野市みなみ保育園
- 中野市ひらおか保育園
- 中野市ひまわり保育園
- 中野市とよた保育園

### 大町市
- 大町市はなのき保育園
- 大町市どんぐり保育園
- 大町市くるみ保育園
- 大町市しらかば保育園
- 大町市あすなろ保育園
- 大町市たけのこ保育園
- 大町市みあさ保育園（休園中）

### 飯山市
- 飯山市秋津保育園
- 飯山市あきは保育園
- 飯山市いずみだい保育園
- 飯山市木島保育園
- 飯山市しろやま保育園
- 飯山市とがり保育園
- 飯山市常盤保育園
- 飯山市瑞穂保育園

### 茅野市
- 茅野市ちの保育園
- 茅野市宮川保育園
- 茅野市宮川第二保育園
- 茅野市玉川保育園
- 茅野市湖東保育園
- 茅野市豊平保育園
- 茅野市北山保育園
- 茅野市米沢保育園
- 茅野市金沢保育園
- 茅野市中央保育園
- 茅野市泉野保育園
- 茅野市小泉保育園
- 茅野市みどりヶ丘保育園
- 茅野市中大塩保育園

### 塩尻市
- 塩尻市立塩尻東保育園
- 塩尻市立みずほ保育園
- 塩尻市立大門保育園
- 塩尻市立日の出保育園
- 塩尻市立宗賀中央保育園
- 塩尻市立片丘保育園
- 塩尻市立高出保育園
- 塩尻市立広丘野村保育園
- 塩尻市立吉田ひまわり保育園
- 塩尻市立吉田原保育園
- 塩尻市立広丘西保育園
- 塩尻市立広丘南保育園
- 塩尻市立妙義保育園
- 塩尻市立北小野保育園
- 塩尻市立楢川保育園

### 佐久市
- 佐久市泉保育園
- 佐久市大沢保育園
- 佐久市中込第一保育園
- 佐久市中込第二保育園
- 佐久市城山保育園
- 佐久市東保育園
- 佐久市岩村田保育園
- 佐久市平根保育園
- 佐久市中佐都保育園
- 佐久市高瀬保育園
- 佐久市切原保育園
- 佐久市田口保育園
- 佐久市青沼保育園
- 佐久市あさしな保育園
- 佐久市もちづき保育園

### 千曲市
- 千曲市屋代保育園
- 千曲市あんずの里保育園
- 千曲市埴生保育園
- 千曲市杭瀬下保育園
- 千曲市稲荷山保育園
- 千曲市桑原保育園
- 千曲市八幡保育園
- 千曲市戸倉保育園
- 千曲市五加保育園
- 千曲市更級保育園
- 千曲市上山田保育園

### 東御市
- 東御市田中保育園
- 東御市祢津保育園
- 東御市滋野保育園
- 東御市北御牧保育園
- 東御市和保育園

### 安曇野市
- 安曇野市豊科認定こども園
- 安曇野市豊科南部認定こども園
- 安曇野市南穂高認定こども園
- 安曇野市たつみ認定こども園
- 安曇野市アルプス認定こども園
- 安曇野市上川手認定こども園
- 安曇野市有明の森認定こども園
- 安曇野市有明あおぞら認定こども園
- 安曇野市西穂高認定こども園
- 安曇野市穂高認定こども園
- 安曇野市三郷北部認定こども園
- 安曇野市三郷南部認定こども園
- 安曇野市三郷東部認定こども園
- 安曇野市三郷西部認定こども園
- 安曇野市堀金認定こども園
- 安曇野市明科北認定こども園
- 安曇野市明科南認定こども園

### 南佐久郡
小海町
- 小海町小海保育所

川上村
- 川上村川上第一保育園
- 川上村川上第二保育園
- 川上村かわかみ保育園

南牧村
- 南牧村南牧保育園
- 南牧村野辺山保育園

北相木村
- 北相木村北相木保育所

南相木村
- 南相木村南相木保育所

佐久穂町
- 佐久穂町海瀬保育園
- 佐久穂町栄保育園
- 佐久穂町八千穂保育園

### 北佐久郡
軽井沢町
- 軽井沢町軽井沢東保育園
- 軽井沢町軽井沢南保育園
- 軽井沢町軽井沢中保育園
- 軽井沢町軽井沢西保育園

立科町
- 立科町たてしな保育園

御代田町
- 御代田町やまゆり保育園
- 御代田町雪窓保育園

### 小県郡
青木村
- 青木村青木保育所

長和町
- 長和町和田保育園
- 長和町わかば保育所
- 長和町大門保育所

### 諏訪郡
下諏訪町
- 下諏訪町第一保育園
- 下諏訪町第二保育園
- 下諏訪町第三保育園
- 下諏訪町第六保育園
- 下諏訪町第八保育園
- 下諏訪町一ツ浜保育園

原村
- 原村原保育所

富士見町
- 富士見町本郷保育園
- 富士見町落合保育園
- 富士見町富士見保育園
- 富士見町境保育園
- 富士見町西山保育園

### 上伊那郡
箕輪町
- 箕輪町沢保育園
- 箕輪町長田保育園
- 箕輪町上古田保育園
- 箕輪町三日町保育園
- 箕輪町沢保育園
- 箕輪町東みのわ保育園
- 箕輪町松島保育園

南箕輪村
- 南箕輪村北部保育園
- 南箕輪村南部保育園
- 南箕輪村西部保育園
- 南箕輪村中部保育園
- 南箕輪村南原保育園

中川村
- 中川村片桐保育園
- 中川村みなかた保育園

辰野町
- 辰野町平出保育園
- 辰野町東部保育園
- 辰野町中央保育園
- 辰野町羽北保育園
- 辰野町新町保育園
- 辰野町小野保育園

飯島町
- 飯島町飯島保育園
- 飯島町飯島東部保育園
- 飯島町七久保保育園

宮田村
- 宮田村西保育園
- 宮田村東保育園
- 宮田村こうめ保育園

### 下伊那郡
高森町
- 高森町山吹保育園
- 高森町下市田保育園
- 高森町みつば保育園
- 高森町吉田保育園

松川町
- 松川町大島保育園
- 松川町上片桐保育園
- 松川町福与保育園
- 松川町双葉保育園
- 松川町名子中央保育園

喬木村
- 喬木村喬木南保育園
- 喬木村喬木北保育園
- 喬木村喬木中央保育園

阿南町
- 阿南町富草保育園
- 阿南町大下条保育園
- 阿南町新野保育園

阿智村
- 阿智村あふち保育園
- 阿智村清内路保育園
- 阿智村智里東保育園
- 阿智村智里西保育園
- 阿智村浪合保育園
- 阿智村伍和保育園

泰阜村
- 泰阜村泰阜保育所

下條村
- 下條村下條保育所

天龍村
- 天龍村天龍保育所

豊丘村
- 豊丘村豊丘北保育所
- 豊丘村豊丘中央保育所
- 豊丘村豊丘南保育所

平谷村
- 平谷村平谷保育所

売木村
- 売木村売木保育所

根羽村
- 根羽村根羽保育所

大鹿村
- 大鹿村大鹿保育所

### 上水内郡
信濃町
- 信濃町柏原保育園
- 信濃町古間保育園
- 信濃町野尻保育園
- 信濃町富士里保育園

小川村
- 小川村小川村保育所

飯綱町
- 飯綱町りんごっ子保育園
- 飯綱町南部保育園
- 飯綱町赤塩保育園
- 飯綱町さみずっ子保育園

### 下水内郡
栄村
- 栄村秋山保育所
- 栄村栄村北信保育園

## 私立保育所

### 飯田市
- 高松保育園
- あすなろ保育園
- 飯田子供の園保育園
- 飯田中央保育園
- 飯田仏教保育園
- 伊賀良保育園
- 育良保育園
- 入船認定こども園
- 風越保育園
- 鼎あかり保育園
- 上郷なかよし保育園
- さくら保育園
- さくら保育園久米分園
- 慈光保育園
- 慈光松尾保育園
- 千代保育園
- 千代保育園千栄分園
- 勅使河原学園保育園

### 小諸市
- さくら保育園
- ポッポの家保育園

### 塩尻市
- よしだ保育園
- ひかりテラス保育園
- みのむしのおうち
- 塩尻みらい保育園ひろおかキッズ
- つつじ保育園
- 近自然的環境保育自然ランド・バンバン
- ハートフルキッズ広丘保育園

### 安曇野市
- 細萱保育園
- 認定やまぶきこども園
- 花園認定こども園
- 保育室モモ
- あづみ野おとぎ保育園
- あづみ野第2おとぎ保育園
- あづみ野第3おとぎ保育園
- ニチイキッズ安曇野保育園
- ニチイキッズ穂高保育園
- サンライズキッズ安曇野園
- きらり穂高病院保育園